# Heinrich Scholler
Heinrich Johannes Scholler (* 1. August 1929 in München; † 31. August 2015 ebenda) war ein deutscher Jurist. Er war Professor für Staats- und Verwaltungsrecht sowie Rechts- und Staatsphilosophie an der Ludwig-Maximilians-Universität München und setzte sich besonders für den juristischen Austausch mit Äthiopien und der Mongolei ein. Über seine juristische Arbeit hinaus veröffentlichte er Schriften über Äthiopien und andere afrikanische Länder. Daneben engagierte er sich in Sehbehindertenverbänden, von 1958 bis 1979 war er Vorsitzender des Vereins der blinden Geistesarbeiter Deutschlands.

## Leben
Bei einem Unfall im Chemielabor seines Vaters verlor Scholler 1945 seine Sehkraft zunächst vollständig. Er besuchte anschließend die Deutsche Blindenstudienanstalt in Marburg. Später konnte er durch eine bahnbrechende Operation des Augenarztes Benedetto Strampelli in Rom einen Teil seiner Sehfähigkeit zurückgewinnen. Er engagierte sich im Verein der blinden Geistesarbeiter Deutschlands (seit 1983 Deutscher Verein der Blinden und Sehbehinderten in Studium und Beruf), dessen Vorsitzender er von 1958 bis 1979 war, sowie auf internationaler Ebene im World Council for the Welfare of the Blind und der International Federation of the Blind, beides Vorläufer der Weltblindenunion.
Scholler studierte Rechtswissenschaft und Politologie an der Ludwig-Maximilians-Universität München, wo er 1958 mit einer Arbeit über die Gewissensfreiheit (Artikel 4) im Grundgesetz promovierte. Er ging in den Staatsdienst, arbeitete in verschiedenen bayerischen Ministerien und als Richter am Bayerischen Verwaltungsgerichtshof. Nach der Habilitation 1966 mit einer rechtstheoretischen Schrift über Die Interpretation des Gleichheitssatzes als Willkürverbot oder als Gebot der Chancengleichheit war er ab 1971 Professor an der Juristischen Fakultät der Universität München. Als DAAD-Austauschprofessor lehrte er von 1972 bis 1975 an der juristischen Fakultät der Universität Addis Abeba „Haile Selassie I“. Seit dieser Zeit forschte er auch zu Rechtstraditionen und dem Einfluss der islamischen Gesetze in weiten Teilen Afrikas. Er bereiste verschiedene Regionen Äthiopiens sowie Kenia, Uganda, Tansania, Südafrika und Nigeria.
Danach setzte er die Lehrtätigkeit in München als Professor für Staats- und Verwaltungsrecht sowie Rechts- und Staatsphilosophie fort, unterbrochen durch Gastprofessuren in Frankreich, Südkorea, Taiwan und den USA. 1994 wurde er emeritiert. Mit Unterstützung der Hanns-Seidel-Stiftung führte Scholler in Äthiopien und der Mongolei Seminare zu neuen Verwaltungsgesetzen für Abgeordnete, Ministerial- und Provinzbeamte durch. In der Mongolei war er bis 2004 Mitglied der Kommission für ein neues Staatsverwaltungsgesetz. Er wurde mit dem mongolischen Orden des Polarsterns ausgezeichnet.
Scholler war verheiratet und hatte drei Kinder.

## Schriften (Auswahl)
- Die Rechtsvergleichung bei Gustav Radbruch und seine Lehre vom überpositiven Recht. Berlin 2002, ISBN 3-428-10904-X.
- Staat, Politik und Menschenrechte in Afrika. Konzepte und Probleme nach der Erlangung der Unabhängigkeit. Berlin 2007, ISBN 3-8258-7788-4.
- Rechtsreform und Rechtstransfer in der Mongolei. Berlin 2010, ISBN 978-3-643-10747-3.
- Grundrechte und Rechtskultur auf dem Weg nach Europa. Berlin 2010, ISBN 978-3-428-13218-8.